# Jože Zamljen
Jože Zamljen - Drejče, slovenski igralec in urednik, * 18. marec 1910, Ljubljana, † 5. april 1967, Novo mesto.
Zamljen je leta 1931 maturiral na ljubljanskem učiteljišču, leta 1933 pa je postal učitelj v Šentjerneju. Tam se je začel aktivno udejstovati v številnih društvih. Avgusta 1941 je postal sekretar šentjernejskega rajonskega odbora OF. Marca 1942 je bil aretiran in do maja istega leta zaprt v Novem mestu in Ljubljani, a je bil zaradi pomanjkanja dokazov izpuščen. Po izpustitvi se je junija pridružil partizanom, kjer je dobil partizansko ime Drejče. Postal je tudi član okrožnega odbora OF Novo mesto, kjer je bil odgovoren za agitprop in šolstvo, vodil pa je tudi ilegalno tehniko »Gorjanci«. Oktobra 1943 je kot odposlanec Rajona Šentjernej sodeloval na Kočevskem zboru odposlancev slovenskega naroda v Kočevju. Jeseni 1944 je postal član uredništva »Kmečkega glasa«, decembra 1944 pa je bil imenovan za poverjenika za prosveto v Novem mestu.
Po vojni je bil najprej upravnik osnovne, kasneje pa ravnatelj vajenske šole v Novem mestu. Bil je tudi eden od pobudnikov in ustanoviteljev študijske knjižnice, Dolenjskega muzeja, novomeškega učiteljišča, dijaškega internata in novomeškega gledališča.
Poleg tega je bil tudi režiser in igralec. Napisal je gledališko igro z naslovom Odločitve, ki so jo leta 1953 prvič uprizorili v Ljubljani, nato pa še v Kopru in Kranju. Bil je tudi prvi urednik Dolenjskega lista. Izdelal je tudi številne načrte za spomenike in obeležja NOB po Dolenjski in Beli krajini. Zadnja leta je bil zaposlen v Dolenjskem muzeju kot vodja oddelka NOB.
Napisal je tudi knjigo Šentjošt: Gnezdo belogardizma na Slovenskem, ki je izšla leta 1969.
Po njem se danes imenuje ulica v Novem mestu.